# Carlos Saavedra
Carlos Manuel Dias Saavedra (Lisbona, 1º febbraio 1981) è un ex calciatore portoghese, di ruolo centrocampista.

## Carriera
Ha giocato nella massima serie cipriota.

## Palmarès

### Club

#### Competizioni nazionali
- Segunda Divisão: 1

Estoril Praia: 2002-2003 (sud)